# Războiul de Independență al Croației
Războiul de Independență al Croației a fost un război desfășurat în Croația în perioada 31 martie 1991 – 12 noiembrie 1995 între forțele croate loiale guvernului croat - care și-au declarat independența față de Republica Socialistă Federativă Iugoslavia - și între sârbii din Croația și Armata Populară Iugoslavă (JNA) controlată de sârbi. Armata Populară Iugoslavă și-a încheiat operațiunile de luptă în Croația în 1992. În Croația, războiul este denumit în primul rând Războiul Patriei (croată Domovinski rat) sau Marea Agresiune Sârbă (croată Velikosrpska agresija). În sursele sârbe și rusești, războiul este denumit Războiul din Croația (Рат у Хрватској / Rat u Hrvatskoj) și Războiul din Krajina (Рат у Крајини / Rat u Krajini).
Majoritatea croaților au dorit ca statul Croația să părăsească Iugoslavia și să devină o țară suverană, în timp ce mulți sârbi etnici care trăiesc în Croația, susținuți de Serbia s-au opus secesiunii și au vrut ca țările proclamat sârbe să se afle într-un stat comun cu Serbia. Majoritatea sârbilor au dorit efectiv un nou stat sârb în cadrul unei Federații Iugoslave, inclusiv zone din Croația și Bosnia și Herțegovina cu majorități etnice sârbe sau minorități semnificative și au încercat să cucerească cât mai mult posibil din Croația. Croația și-a declarat independența la 25 iunie 1991, dar a convenit să o amâne până la Acordul de la Brijuni din 7 iulie și să taie toate legăturile rămase cu Iugoslavia la 8 octombrie 1991.
JNA a încercat inițial să mențină Croația în Iugoslavia ocupând toată Croația. După ce acest plan a eșuat, forțele sârbe au fondat în Croația auto-proclamata Republica Sârbă Krajina (RSK), o entitate politică (nerecunoscută) care și-a declarat secesiunea față de restul Croației. După încetarea focului din ianuarie 1992 și recunoașterea internațională a Republicii Croația ca stat suveran, liniile frontului au fost puternic fortificate, a fost desfășurată Forța de menținere a păcii a Națiunilor Unite (UNPROFOR) și lupta a devenit în mare parte intermitentă în următorii trei ani. În acea perioadă, RSK a avut 13.913 kilometri pătrați, mai mult de un sfert din Croația. În 1995, Croația a lansat două atacuri majore cunoscute sub numele de Operațiunea Flash și Operațiunea Furtuna care au pus capăt efectiv războiului în favoarea sa. Restul teritoriilor administrate temporar de ONU din Slavonia de Est, Baranja și Sremul de Vest (în engleză United Nations Transitional Administration for Eastern Slavonia, Baranja and Western Sirmium, UNTAES) au fost reintegrate pașnic în Croația până în 1998.
Războiul s-a încheiat cu victoria Croației, deoarece și-a atins scopurile pe care le-a declarat la începutul războiului: independența și păstrarea granițelor sale. Aproximativ 21-25% din economia Croației a fost distrusă, cu pierderi ale infrastructurii în valoare de 37 de miliarde de dolari, scăderea producției industriale și costuri legate de refugiați.  Peste 20.000 de persoane au fost ucise în acest război, iar refugiații au fost mutați de ambele părți. Guvernele sârb și croat au început să coopereze treptat unul cu celălalt, dar tensiunile au rămas, parțial din cauza verdictelor Tribunalului Penal Internațional pentru fosta Iugoslavie (TPII) și a proceselor depuse de fiecare țară împotriva celeilalte.
În 2007, Tribunalul Penal Internațional pentru fosta Iugoslavie  a dat un verdict de vinovăție împotriva lui Milan Martić, unul dintre liderii sârbi din Croația, deoarece a colaborat cu Slobodan Milošević și cu alții pentru a crea un „stat sârb unificat”. Între 2008 și 2012, Tribunalul Penal Internațional pentru fosta Iugoslavie i-a acuzat pe generalii croați Ante Gotovina, Mladen Markač și Ivan Čermak pentru presupusa implicare în crime legate de operațiunea Furtuna. Čermak a fost achitat complet, dar condamnările lui Gotovina și Markač au fost ulterior anulate printr-o cerere de apel la TPII. Curtea Internațională de Justiție a respins cererile reciproce de genocid din partea Croației și a Serbiei în 2015. Curtea a reafirmat că într-o oarecare măsură au avut loc crime împotriva civililor, dar a decis că nu a existat intenția nici uneia dintre părți de a comite genocid.

## Fundal
După victoria Aliaților din Al Doilea Război Mondial, Iugoslavia s-a organizat într-o federație formată din șase republici cu granițe trasate pe criterii etnice: Slovenia, Croația, Bosnia și Herțegovina, Serbia, Muntenegru, Macedonia. Țara, sub conducerea lui Iosip Broz Tito, a avut o perioadă de mare creștere economică și o stabilitate politică relativă până în anii 1980. După decesul lui Tito în 1980, sistemul slăbit al guvernului federal a fost lăsat să facă față provocărilor economice și politice. În 1987, Slobodan Milošević a ajuns la putere în Serbia și printr-o serie de manevre populiste a obținut controlul de facto asupra Kosovo, Voivodina și Muntenegru, reușind să dobândească un mare sprijin din partea sârbilor pentru a-și urmări politica de centralizare. Intereselor lui Milošević i s-au opus liderii partidelor din Slovenia și Croația care solicitau o democratizare mai mare a țării ca urmare a Revoluțiilor din 1989 din Europa de Est.

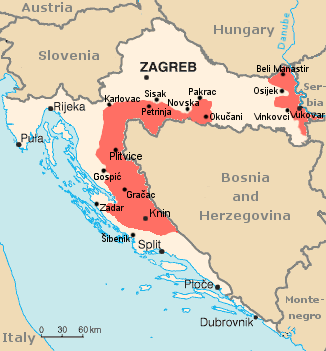
Harta autoproclamatei Republici Sârbe Krajina (cu roșu)

În anii 1990, comuniștii au pierdut puterea în fața partidelor separatiste în urma primelor alegeri multipartite care s-au desfășurat în întreaga țară, cu excepția în Serbia și Muntenegru, unde au fost câștigate de Milošević și aliații săi. Începând din 1991, fiecare republică își declară independența (numai Serbia și Muntenegru au rămas în federație), însă statutul minorităților sârbe din afara Serbiei a rămas nerezolvat. După câteva incidente interetnice, au apărut premizele începerii Războaielor Iugoslave, în Croația și apoi în Bosnia, acesta din urmă fiind cel mai distrugător și mai prelungit; războaiele au cauzat probleme de ordin politic și economic pe termen lung.
În august 1990, în Croația a avut loc o insurgență cunoscută sub numele de Revoluția Balvan (în sârbocroată Balvan revolucija/Балван револуција). Ea s-a concentrat asupra zonelor predominant sârbe din zonele slab locuite din Dalmația din jurul orașului Knin, părți ale regiunilor Lika, Kordun și Banovina și așezări din estul Croației cu populații sârbe semnificative. Aceste zone au fost ulterior declarate a fi Republica Sârbă Krajina (RSK). După ce RSK și-a declarat intenția de a se alătura Serbiei, guvernul croat a declarat RSK o organizație rebelă.
O atmosferă tensionată a dominat ziua de 13 mai 1990, când la Zagreb, pe stadionul Maksimir, a avut loc un meci de fotbal între echipa Dinamo Zagreb și Steaua Roșie din Belgrad. Jocul a dus la violențe între fanii croați și sârbi care s-au luptat între ei dar și cu poliția.
La 30 mai 1990 a intrat în funcție  primul președinte al Croației, Franjo Tuđman, și noul Parlament croat a organizat prima sa sesiune. La 25 iunie 1991 a fost proclamată independența Croației și a Sloveniei.

## Beligeranți

### Forțele iugoslave și sârbe
Forțele armate ale Iugoslaviei socialiste au fost formate pe baza Partizanilor iugoslavi, care au luptat împotriva trupelor din țările Axei și a colaboratorilor iugoslavi în timpul celui de-al doilea război mondial. Strategia Armatei Populare a Iugoslaviei s-a bazat pe războaie de gherilă în cazul unei invazii, deoarece într-un război deschis cu armatele potențialilor adversari din Pactul de la Varșovia sau NATO, forțele armate iugoslave nu aveau practic nici o șansă. Aceasta a dus la crearea unui sistem de apărare teritorial în țară.
Odată cu retragerea forțelor JNA din Croația în 1992, unitățile JNA au fost reorganizate ca Armata Republicii Sârbe Krajina, care a fost o moștenitoare directă a JNA, cu puține îmbunătățiri. Potrivit cercetătorului militar sârb Bojan Dimitrijevic, după semnarea planului Vance, Armata Populară a Iugoslaviei a părăsit Krajina, o parte a echipamentului fiind lăsată în mâinile unităților de întreținere. Potrivit datelor Statului Major al RSK, la care se referă Dimitrijevic, JNA a lăsat 262 de tancuri, 56 de vehicule blindate și vehicule de luptă pentru infanterie, 1.360 de arme de artilerie de toate calibrele și 2.573 de vehicule. În același timp, în vara lui 1995, potrivit lui Davor Marian, armata a fost înarmată cu 303 tancuri, 295 alte vehicule blindate, 360 de piese de artilerie de calibrul 100 mm și mai mari, mai multe avioane de luptă și elicoptere. Ca vehicule blindate, sârbii din Krajina au folosit tancurile T-34-85, T-55, M-84 și T-72, tancurile BMP M-80, transportoarele blindate pentru trupe din familia BOV și M-60, precum și SAU M18 și SAU M36.

### Forțele croate
Forțele croate stăteau mult mai rău decât forțele sârbe. În perioada inițială a războiului, din cauza absenței forțelor armate, poliția croată a preluat o parte a luptelor grele. De asemenea, trupele croate aveau un deficit de arme moderne, un anumit număr de arme de calibru mic fiind achiziționate din străinătate. Adesea, unitățile croate au folosit arme învechite - avioane An-2 și tancuri T-34 din al doilea război mondial. Armata croată a fost destul de motivată, deoarece unitățile sale erau în principal formate din localnicii zonelor în care acestea funcționau.
La 11 aprilie 1991, în Croația a fost formată Garda Națională a Croației pe baza căreia s-au format forțele armate croate. În august 1991, armata croată număra mai puțin de 20 de brigăzi, dar după o mobilizare generală în octombrie a aceluiași an, armata a crescut la 60 de brigăzi și 37 de batalioane separate. În timpul războiului, 456 de mercenari străini și voluntari au luptat de partea armatei croate (139 de britanici, 69 de francezi și 55 de germani).  După cucerirea cazărmilor JNA de pe teritoriul Croației în septembrie-decembrie 1991, Armata Croată a compensat deficitul de armament și a recăpătat armele pe care comanda JNA le-a confiscat de la partea croată în 1990. Au fost capturate multe arme grele, precum și întregul arsenal al celui de-al 32-lea Corp de Armată al JNA.
Din 1994, specialiștii companiei americane private MPRI (engleză Military Professional Resources Inc.) au instruit ofițeri croați. În forțele terestre croate au fost create opt brigăzi de gardă de elită orientate spre standardele de pregătire ale NATO. În 1995, balanța puterii s-a schimbat semnificativ. Forțele sârbe din Croația și Bosnia și Herțegovina erau capabile să trimită pe câmpul de luptă aproximativ 130.000 de soldați; în timp ce armata croată, Consiliul Croat al Apărării (croată Hrvatsko vijeće obrane) (HVO) și Armata Republicii Bosnia și Herțegovina puteau construi o forță combinată de 250.000 de soldați și 570 de tancuri.

## Cursul războiului

### 1991: încep ostilitățile deschise

#### Primele incidente armate
Tensiunile interetnice au crescut și au fost alimentate de propaganda ambelor părți. La 20 februarie 1991, guvernul croat a prezentat Parlamentului Legea Constituțională, care a determinat prioritatea legilor republicane asupra celor federale și a adoptat rezoluția "cu privire la separarea" Croației de Iugoslavia. Ca răspuns, la 28 februarie, Adunarea Națională a Serbiei și Consiliul Executiv al Republicii Krajina au adoptat o rezoluție privind "separarea" de Republica Croația pe baza rezultatelor referendumului. În martie, s-au produs primele ciocniri înarmate. În timpul ciocnirilor dintre poliția croată și polițiștii sârbi locali din Pakrac, 20 de persoane au fost ucise și a avut loc primul conflict dintre poliția croată și forțele JNA. Din august 1990 până în aprilie 1991, au fost înregistrate 89 de confruntări între poliția croată și forțele sârbe.
În aprilie 1991, sârbii au proclamat autonomia teritoriilor în care constituiau majoritatea. Oficialii de la Zagreb au considerat acest pas al autorităților sârbe ca pe o revoltă. Ministerul croat al Afacerilor Interne a început crearea unui număr mare de forțe speciale de poliție. Drept rezultat, la 9 aprilie 1991, președintele Tuđman a semnat un decret privind înființarea Gărzii Naționale a Croației, care a devenit baza pentru crearea forțelor armate croate.
Trebuie remarcat faptul că în această perioadă pe lângă ciocniri, au existat și încercări de rezolvare a tensiunilor într-un mod pașnic. În special, negocierile privind normalizarea situației din Slavonia de Est au început la 9 aprilie. Delegația sârbă a fost condusă de șeful filialei locale a Partidului Democrat Sârb, Goran Hadžić, iar partea croată - de către șeful poliției din Osijek Josip Reihl-Kir. La întâlnire, a fost posibil să se convină asupra eliminării baricadelor instalate de sârbi până la 14 aprilie, iar poliția a garantat securitatea sârbilor.  În ciuda evenimentelor din 1-2 mai de la Borovo-Selo, negocierile au continuat. La 1 iulie, Reihl-Kir, vicepreședintele Consiliului Executiv al Adunării din Osijek Goran Zobundzhiya, deputatul Adunării Milano Knezhevich și primarul Mirko Turbich au mers la Tenja pentru a continua negocierile. Pe drum, au fost opriți de un grup de ofițeri de poliție conduși de emigrant croat în Australia, Antun Gudelj, șeful CDU în Tenja. Poliția a împușcat delegația, a supraviețuit doar Turbich, care a fost rănit grav. Potrivit unei versiuni, acest lucru a fost făcut prin ordinul lui Branimir Glavaš, condamnat pentru crime de război în 2009. După acest eveniment, a avut loc o escaladare a tensiunilor, negocierile dintre părțile opuse au fost oprite.

#### Declarația de independență
La 19 mai 1991 a avut loc un referendum asupra independenței Croației, care a ridicat problema statutului țării. Autoritățile locale sârbe au boicotat referendumul. Potrivit rezultatelor votului, aproape 94% dintre cei care au votat au fost în favoarea secesiunii de Iugoslavia și a formării unui stat croat independent.
Nou formatele unități militare croate au organizat o paradă pe  Stadionul Kranjčevićeva din Zagreb la 28 mai 1991.
Ulterior, autoritățile croate au adoptat, la 25 iunie 1991, o Declarație de independență. The Croatian parliament's decision was partially boycotted by left-wing parliament deputies. Comisia Europeană și Organizația pentru Securitate și Cooperare în Europa au solicitat Croației suspendarea operațiunii sale timp de trei luni, autoritățile croate au fost de acord, dar această decizie nu a contribuit la diminuarea tensiunilor.
Prim-ministrul Iugoslaviei, Ante Marković, a declarat ilegală independența Croației și a Soveniei care este contrară Concrituției Iugoslaviei. Marković și președintele Borisav Jović au declarat că sprijină acțiunile JNA de menținere a integrității teritoriale a Iugoslaviei. În iunie-iulie 1991, forțele JNA au fost implicate într-un scurt raliu de forță împotriva Sloveniei, care s-a încheiat cu un eșec. Operațiunea împotriva separatiștilor sloveni a fost de scurtă durată, în mare parte datorită omogenității etnice a Sloveniei. În timpul războiului din Slovenia, mulți soldați sloveni și croați JNA au refuzat să lupte și au părăsit rândurile armatei iugoslave.

### Escaladarea conflictului

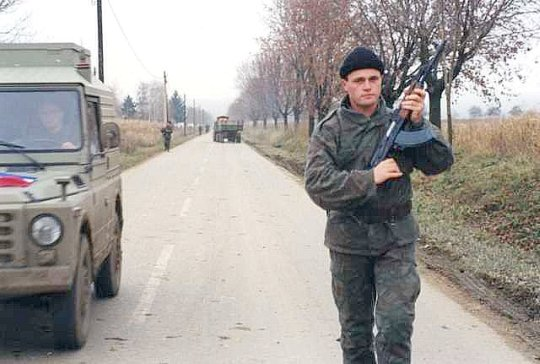
Patrulă sârbă în Slavonia de Est

După o încercare nereușită de a menține Slovenia în cadrul Iugoslaviei, conducerea iugoslavă a ordonat JNA să efectueze operațiuni împotriva miliției și poliției statului auto-proclamat croat. În iulie 1991, forțele Apărării Teritoriale din Serbia au lansat o ofensivă pe coasta Dalmatiei, ca parte a Operațiunii Coast-91 (Operacija Obala-91). La începutul lunii august, cea mai mare parte a regiunii Bania era sub controlul forțelor sârbe. Apoi, mulți croați, dar și macedoneni, albanezi și bosniaci au început să se sustragă înrolării  în armata federală JNA. Acest lucru a avut ca rezultat o majoritate sârbă -muntenegreană în JNA, care a dus la o omogenizare a armatei.
La o lună după independența Croației, aproximativ 30% din teritoriul țării era sub controlul JNA și al ARSK, mai ales în zonele cu majoritatea etnică sârbă. Avantajul copleșitor al trupelor sârbe în tancuri, artilerie și alte tipuri de arme le-a permis efectuarea unor bombardamente de   lungă durată a pozițiilor inamice, uneori ignorând pagubele provocate populației civile folosită ca scut uman. Au avut loc lupte la Dubrovnik, Gospic, Šibenik, Zadar, Karlovac, Sisak, Slavonski Brod, Osijek, Vinkovci și Vukovar în care au fost implicate trupe superioare numeric și ca armament ale JNA. În ciuda faptului că ONU a impus un embargou părților implicate în război, JNA a avut suficiente arme și muniții pentru ostilități de amploare. Embargoul a afectat capacitatea de luptă a armatei croate, prin urmare conducerea croată a cumpărat în secret arme de contrabandă. Conducerea croată a permis  intrarea în țară a reprezentanților radicali ai emigranților croați, inclusiv a celor care au aderat la ideologia Ustașa în timpul celui de-al doilea război mondial.

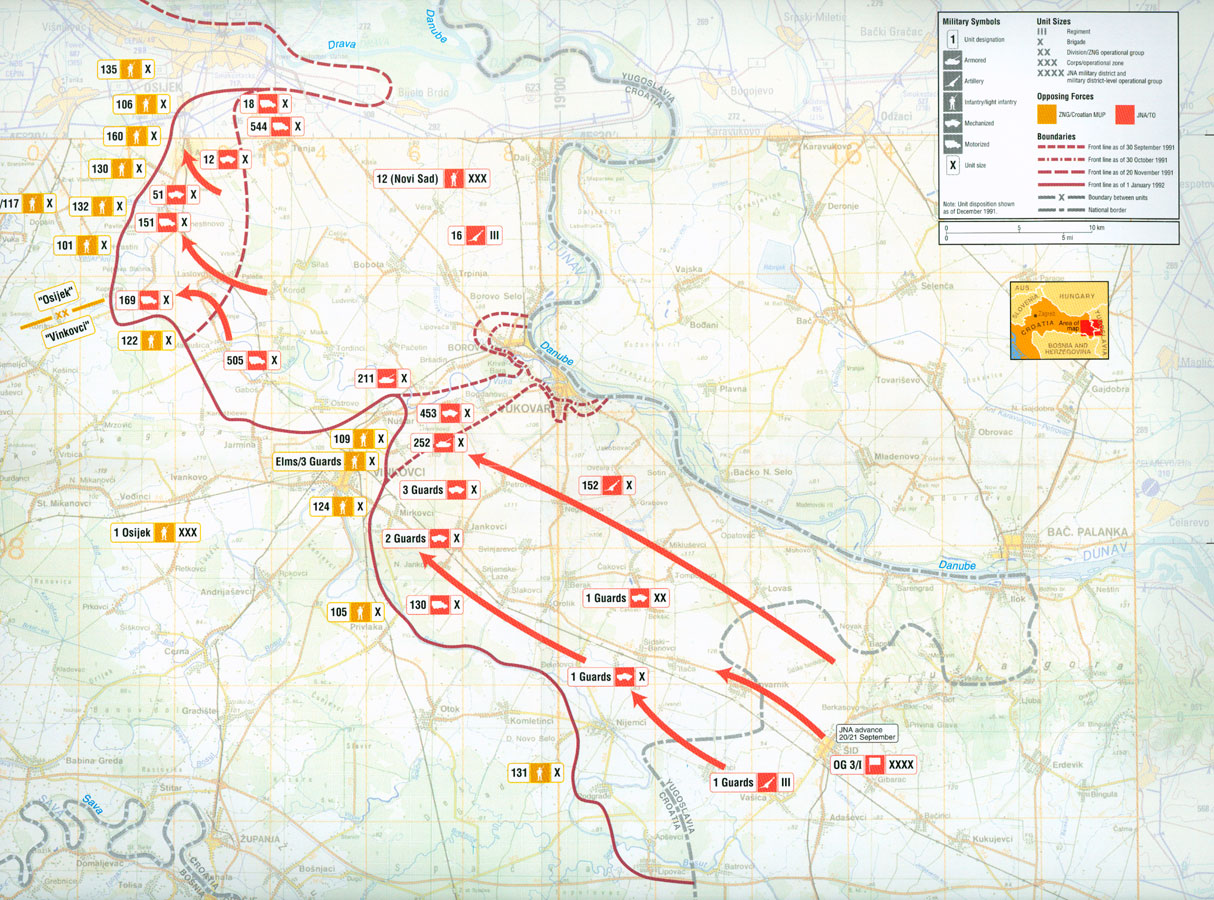
Avansul Armatei Populare Iugoslave (JNA) în estul Slavoniei, septembrie 1991 - ianuarie 1992

În august 1991, ca răspuns la blocada garnizoanei iugoslave din Vukovar, unitățile JNA au transferat forțe suplimentare către Slavonia de Est și au început să asedieze orașul. Simultan cu asediul Vukovarului, au avut loc lupte în toată Slavonia de Est, începând cu masacrul de la Dalj și continuând cu lupte lângă Osijek și Vinkovci. În septembrie 1991, unitățile JNA au înconjurat aproape complet Vukovar. Garnizoana croată (brigada 204 și noile miliții croate locale) au apărat orașul, ducând bătălii grele pe străzile orașului cu brigăzi blindate și mecanizate ale JNA, precum și cu formațiuni neregulate de voluntari sârbi și cu detașamente de apărare teritorială ale sârbilor locali. În timpul luptelor pentru Vukovar, un număr semnificativ de locuitori au părăsit orașul, iar după ce orașul a fost capturat de forțele iugoslave, 22 000 de locuitori care nu erau sârbi au fost alungați din oraș. În asediul Vukovarului 15 000 de case au fost distruse și au decedat aproximativ 1798 - 5000 de persoane (atât civili cât și soldați de ambele părți).
Unele surse estimează că 220.000 de croați și 300,000 sârbi au fost forțați să-și părăsească locuințele de-a lungul războiului din Croația. În multe zone, un număr mare de civili au fost forțați să se mute de armată. Multe incidente de purificare etnică au avut loc, de partea ambelor tabere.
În prima jumătate a lunii septembrie, la ordinul lui Tudjman, forțele armate croate au atacat masiv cazărmile, depozite și alte instalații ale JNA situate în teritorii cu majoritate croată. Puține garnizoane iugoslave au reușit să supraviețuiască, majoritatea fiind capturate sau evacuate pe teritoriul altor republici care au rămas parte din Iugoslavia. În istoriografia croată, aceste evenimente sunt numite Bătălia Cazărmilor. În același timp, au fost înregistrate crime de război în captivitate împotriva soldaților și ofițerilor JNA care s-au predat. În timpul conflictelor pentru facilitățile militare ale JNA, victimele au fost înregistrate atât în rândul populației civile, cât și în rândul soldaților unităților croate și a personalului militar iugoslav. De exemplu, în timpul capturării cazărmilor JNA din Varaz 3 civili, 2 soldați JNA și 1 soldat croat au fost uciși.
Pe 3 octombrie, Flota Iugoslavă a început blocarea principalelor porturi din Croația, bătălia cazărmilor și depozitelor JNA a continuat în Croația, iar operațiunea Bereg-91 a fost finalizată. În timpul operațiunii, trupele sârbe nu au reușit să întrerupă complet accesul Croației la coasta dalmată.
Pe 5 octombrie, președintele Tudjman a ținut un discurs în care a îndemnat croații să se mobilizeze pentru a se proteja împotriva „marelui imperialism sârb.” La 7 octombrie, Forțele Aeriene Iugoslave au efectuat un bombardament asupra unor clădiri ale guvernului din Zagreb (Bombardamentul asupra Banski dvori). A doua zi, 8 octombrie (sărbătorită acum ca Ziua Independenței), Parlamentul Croat a abolit moratoriul privind declarația independenței și a întrerupt toate legăturile cu Iugoslavia. Atentatul de la Zagreb și asediul din Dubrovnik, care a început în octombrie, a convins Comisia Europeană să impună sancțiuni împotriva Iugoslaviei. Bombardamentele iugoslave au distrus o parte din orașul vechi al Dubrovnikului, parte a Patrimoniului Mondial UNESCO și au provocat victime în rândul civililor.  56% din clădirile din zona istorică a orașului au fost lovite de bombardamentele iugoslave.
La 15 octombrie, după ce stațiunea maritimă Cavtat a fost capturată de către JNA, sârbii locali conduși de Aco Apolonio au proclamat Republica Dubrovnik. Tribunalul Penal Internațional pentru fosta Iugoslavie (TPII), în timpul procesului președintelui sârb Slobodan Milošević, a identificat Republica Dubrovnik ca făcând parte din mai multe regiuni din Croația pe care Milošević a căutat să le încorporeze într-un "stat dominat de sârbi".

### Lupte grele
Croații au ajuns refugiați în propria lor țară. 
Unitățile celui de-al 5-lea Corp de Armată al JNA au traversat râul Sava și au început o ofensivă la Pakrac și mai departe către nord în Slavonia de Vest. Drept răspuns, trupele croate au lansat o primă contraofensivă majoră. În timpul Operațiunii Otkos 10 (31 octombrie  - 4 noiembrie), Armata Croată a reușit să recupereze o suprafață de 270 km² între râurile Bilogor și Papuk. În noiembrie, situația apărătorilor din Vukovar a devenit disperată. La 18 noiembrie 1991, după un asediu de trei luni, orașul a fost cucerit de trupele iugoslave. A urmat Masacrul de la Vukovar, când au avut loc execuții în masă a prizonierilor de război croați. Apărătorii supraviețuitori ai orașului au fost duși în lagăre de război: Sremska Mitrovica, Stajićevo și Begejci în Serbia și lagărul Morinj în Muntenegru. Armata Croată avea un lagăr de război, Lora, la Split.
În timpul luptelor pentru Vukovar, au fost distruse aproximativ 15.000 de clădiri. În timpul luptei de 87 de zile, 8000-9000 de proiectile au lovit zilnic orașul. Asediul de lungă durată al orașului a atras atenția mass-mediei internaționale.

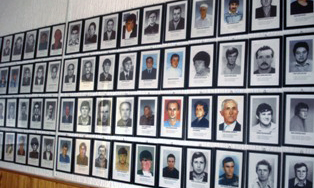
Imagine cu victimele Masacrului de la Lovas, Vukovar-Srijem

În același timp, au avut loc multe crime de război : masacrele din Erdut în octombrie, Gospic, Škabrnja, Lovas, Paulin Dvor, și, la 13 decembrie 1991, masacrul de la Voćin. Au avut loc lupte și pe coasta dalmată, unde, la 16 noiembrie, artileria croată de coastă a avariat o barcă de patrulă a marinei iugoslave, Mukos PČ 176, care a fost capturată de croați și redenumită PB 62 Šolta. După această bătălie, flota iugoslavă a continuat să acționeze  numai în partea de sud a Mării Adriatice.
În decembrie 1991, Armata Croată a lansat o altă operațiune ofensivă, Orkan '91, care a fost însoțită de epurări etnice în masă și de ucideri ale populației sârbe din Slavonia. Eliminarea etnică a sârbilor de către Armata Croată a avut loc în 10 orașe și 183 de sate din Slavonia occidentală, iar între 50 000 - 70 000 de sârbi au părăsit zona. În cadrul acestei operațiuni, croații au reușit să recupereze 1.440 km² din teritoriul croat. Sfârșitul operațiunii a marcat sfârșitul primei etape a războiului, deoarece în ianuarie 1992 a fost semnat la Sarajevo un acord de încetare a focului cu medierea diplomaților străini. În timpul luptelor de șase luni, au murit 10.000 de persoane, mii au devenit refugiați și multe orașe și sate au fost distruse.
La 19 decembrie, Croația a fost recunoscută ca stat independent de către prima țară - Islanda, ulterior Croația a fost recunoscută de Germania. În același timp, regiunile autonome sârbe din Slavonia și Krajina au anunțat formarea Republicii Sârbe Krajina cu capitala la Knin. Conducerea RSK și-a anunțat intenția de a face parte din „Iugoslavia reînnoită”.
La 21 decembrie 1991, pentru prima dată în racest ăzboi, Istria a fost atacată. Forțele sârbe au atacat cu două aeronave MiG-21 și două Galeb G-2 aeroportul din apropierea orașului Vrsar, situat în sud-vestul peninsulei între orașul Poreč și Rovinj. După aceea, avioanele iugoslave au bombardat aeroportul Crljenka din Vrsar, rezultând două decese. Mediată de diplomații străini, încetarea focului a fost frecvent semnată și frecvent încălcată. Croația a pierdut mult teritoriu, dar și-a extins armata de la cele șapte brigăzi pe care le avea în momentul primei încetări a focului la 60 de brigăzi și 37 de batalioane independente până la 31 decembrie 1991.

### 1992: încetarea focului
În ianuarie 1992, a fost încheiat un acord de încetare a focului (al 15-lea) între părțile aflate în conflict, acord care a dus la încetarea  principalelor ostilități.
La 15 ianuarie 1992, Croația a fost recunoscut oficial de Comunitatea Europeană. La începutul anului 1992, JNA a început să-și retragă trupele de pe teritoriul Croației. Cu toate acestea, a plasat pe teritoriul rămas sub controlul forțelor sârbe, cât mai multe unități JNA pe care le-a reformat într-o unitate a forțelor armate ARSK. Forțele sârbe controlau 13.913 km² în Krajina și Slavonia. Teritoriile cucerite la Dubrovnik erau considerate parte a RSK.
La 21 februarie 1992, au fost create forțele de menținere a păcii UNPROFOR  prin Rezoluția 743 a Consiliului de Securitate al ONU. În martie, forțele de menținere a păcii ale ONU au fost trimise în Croația pentru a monitoriza încetarea focului și pentru a împiedica reluarea fazei active a ostilităților. La 22 mai, Croația a devenit membru ONU.. În majoritatea cazurilor, forțele UNPROFOR nu au împiedicat expulzarea populației croate și sârbe și, în unele cazuri, au contribuit la acest lucru, deoarece personalul de menținere a păcii era responsabil de transportul civililor dincolo de linia frontului.
În perioada inițială a războiului, unitățile JNA și sârbe au capturat un număr mare de cetățeni croați și i-au închis în lagăre în Serbia, Muntenegru și Republica Srpska. Trupele croate au capturat, de asemenea, mulți prizonieri sârbi, în special în timpul asediului cazarmelor JNA și au avut loc arestări în masă ale sârbilor suspectați de lipsă de loialitate față de guvernul croat. Pentru întreținerea prizonierilor, părțile au creat tabere speciale. De exemplu, s-a creat o tabără la Sremska-Mitrovica pentru prizonieri croați și o tabără Lora pe teritoriul bazei navale iugoslave capturată în Split pentru prizonierii de război sârbi. În timpul armistițiului, părțile au convenit să facă schimb de prizonieri și până la sfârșitul anului 1992 majoritatea prizonierilor de război au fost transferați.

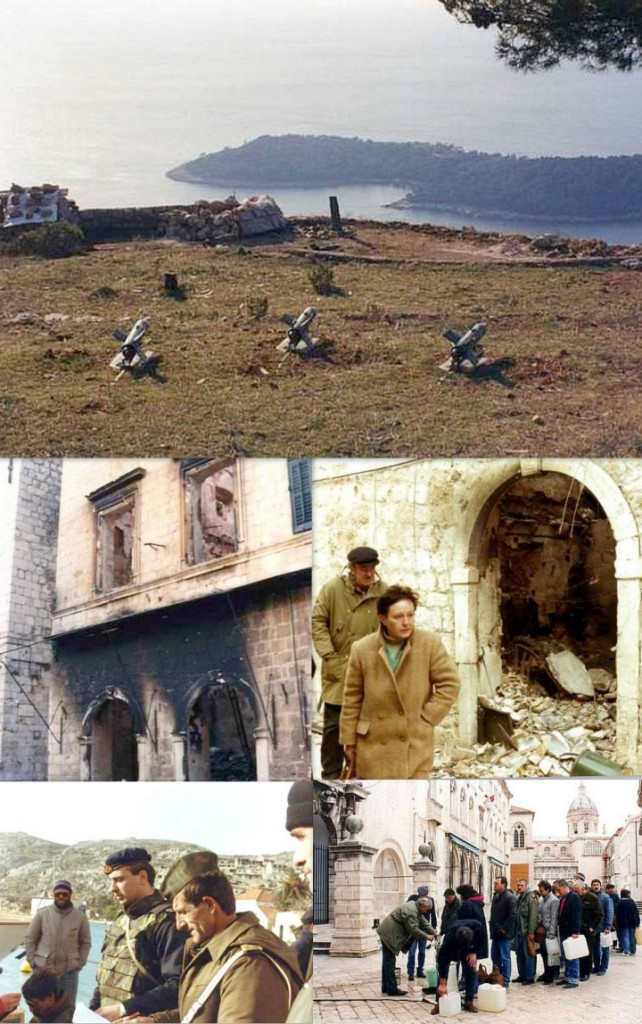
Asediul Dubrovnikului

Luptele au continuat pe tot parcursul anului 1992, dar la o scară mai mică și cu întreruperi. Trupele croate au efectuat o serie de operațiuni mici pentru a întrerupe asediul Dubrovnikului, precum și operațiuni la Gospic, Sibenik și Zadar. Pe 22 mai, croații au efectuat Operațiunea Jaguar în apropierea satului Bibinje, lângă Zadar. La 21 - 22 iunie forțele croate au atacat pozițiile sârbilor de lângă Drniš. Între 1 - 13 iulie, ca parte a operațiunii Tiga, armata croată a contraatacat forțele sârbe implicate în asediul Dubrovnikului. Între 20 - 25 septembrie s-au dat lupte la Konavle și pe muntele Vlaštica. Luptele de lângă Dubrovnik au dus la  retragerea unităților trupelor iugoslave din aceste zone și instituirea controlului asupra acestora de către Croația.
În primăvara anului 1992,  a început  războiul în Bosnia și Herțegovina, iar armata croată și unitățile de voluntari s-au deplasat activ în Bosnia. Forțele croate au fost amplasate în teritorii cu un procent semnificativ de croați și au avut un rol important în ostilități împotriva sârbilor bosniaci și a armatei iugoslave, cel mai faimos exemplu fiind participarea în bătăliile din Posavina și în Bosnia și Herțegovina de Vest (Kupres). Statul Major al Croației a ajutat în mod activ pe croații bosniaci să își creeze structurile armate. Potrivit cercetătorului rus Ionov Alexeevici, Statul Major General al armatei croate bosniace pur și simplu a devenit "sucursala" Statului Major al Croației.
Sârbii din Krajina s-au implicat în acest conflict. Pentru a participa la operațiunea Coridor au format și au trimis  o brigadă specială a poliției din Krajina. Voluntarii sârbi din Krajina au luptat adesea de partea armatei sârbe bosniace.

### 1993: ofensiva croată

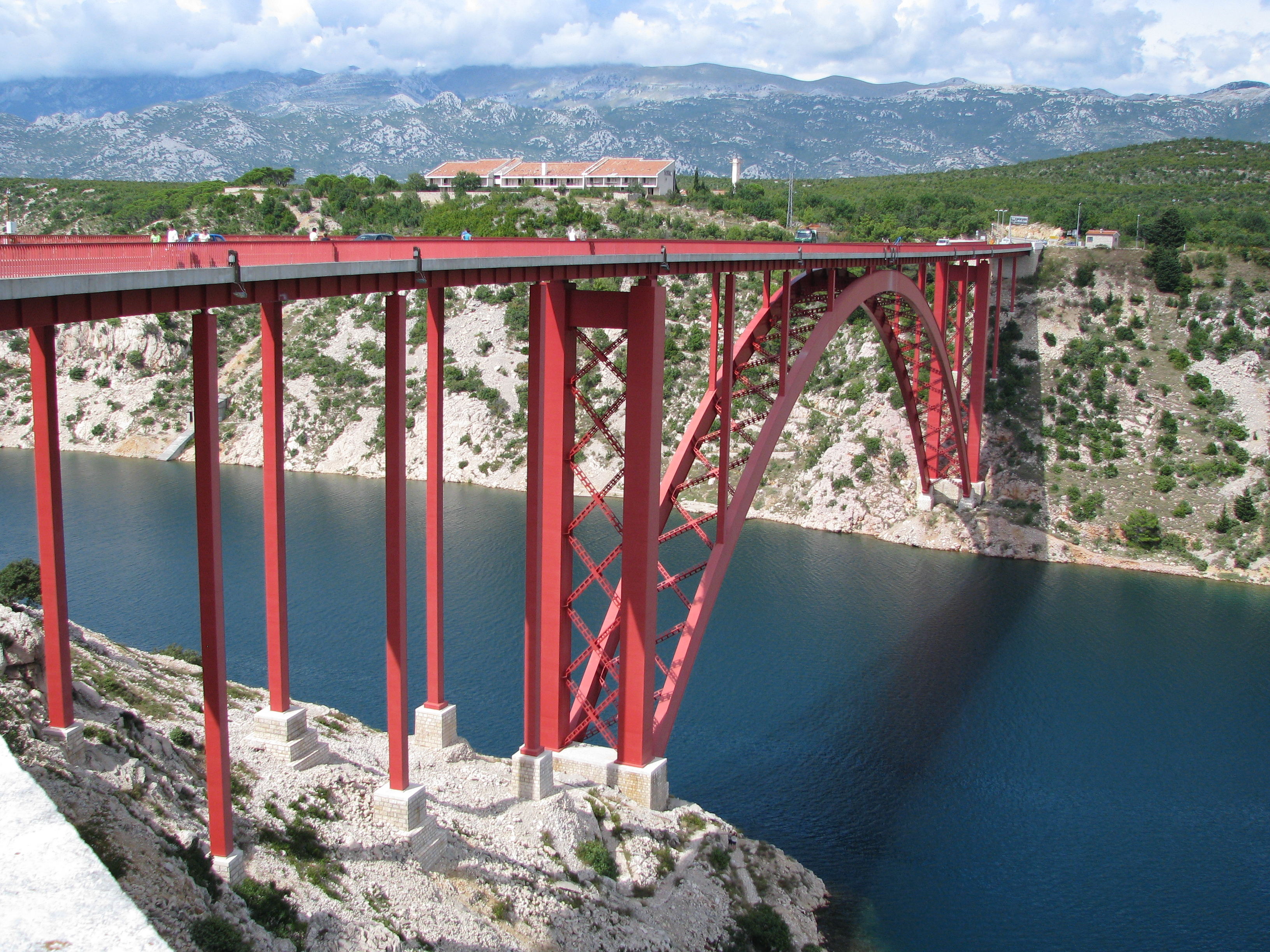
Podul Maslenica lângă Novigrad

Lupta a fost reluată la începutul anului 1993. Comandamentul croat a decis să efectueze o operațiune ofensivă în apropierea satului Maslenica, lângă Zadar, pentru a îmbunătăți situația strategică din regiune. La începutul lunii septembrie 1991, în timpul primelor bătălii din Croația, al 9-lea Corp de Armată JNA sub comanda lui Ratko Mladic, cu sprijinul detașamentelor sârbe locale, a efectuat o ofensivă în zona orașului croat Novigrad. Importanța strategică a acestui oraș constă în faptul că golful, care este legat de Marea Adriatică numai de strâmtoarea îngustă a orașului Novigrad, este adânc încorporat în zona de coastă. Podul Maslenica a fost distrus de sârbi care au întrerupt comunicarea cu Dalmația croată și au tăiat Dalmația în două, nord și sud. Singura legătură care a rămas pentru croați a fost prin podul Pagsky, insula Pag și feribotul către Dalmația de Nord.
La 22 ianuarie, trupele croate au lansat o ofensivă cu sprijinul aviației. În primele zile de luptă, armata croată a preluat controlul strâmtorii Novski și a ocupat Novigradul. Trupele sârbe s-au retras adânc în continent, unde au rezistat. După atingerea obiectivelor operației, la 1 februarie comandamentul croat a decis să finalizeze operațiunea Maslenica. În timpul acestor bătălii, părțile au suferit pierderi semnificative: croații au avut 114 sau 127 de persoane ucise, iar sârbii, potrivit unor estimări diferite, 348 sau 490 de persoane, inclusiv femei și copii.

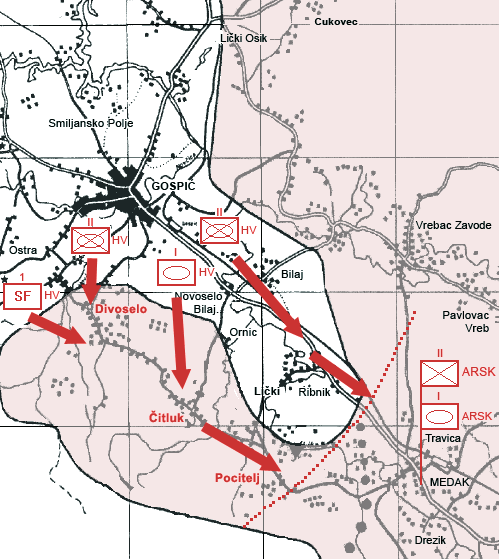
Operațiunea Medacci džep

După aceea, comandamentul croat a planificat o altă operațiune ofensivă, Medacci džep. Scopul operațiunii era de eliminare a „buzunarului Medacci” - teritoriul Republicii Krajina Sârbei aflat pe teritoriul Croației la sud de Gospic. Între 9 - 17 septembrie, în „buzunarul Medacci” s-au dat lupte grele, în care a fost eliminată artileria sârbă care a bombardat Gospic. Ca rezultat al operațiunii, armata croată a preluat controlul și a distrus complet satele de sârbi Divocelo, Citluk și Pochitel. 88 de sârbi au fost uciși, inclusiv 36 de civili. Potrivit Departamentului de Stat al Statelor Unite, au fost ucise 67 de persoane, inclusiv civili. În 2001 - 2003, Tribunalul Penal Internațional pentru fosta Iugoslavie a acuzat acuzațiile liderii acestei operațiuni - generalii Ianko Bobetko, Rahim Ademi și Mirko Norac. Esența acuzațiilor a fost că aceștia nu au oprit excesele soldaților și ofițerilor armatei croate față de populația sârbă pașnică.
| Naționalitate | Procentaj (1991) | Procentaj (1991) | Total (1993) | Procentaj (1993) |
| ------------- | ---------------- | ---------------- | ------------ | ---------------- |
| Sârbi         | 245 800          | 52,3 %           | 398 900      | 92 %             |
| Croați        | 168 026          | 35,8 %           | 30 300       | 7 %              |
| Alții         | 55 895           | 11,9 %           | 4 395        | 1 %              |
| Total         | 469 721          | 100 %            | 433 595      | 100 %            |

Sub presiunea exercitată de comunitatea internațională, operațiunea trupelor croate a fost oprită, iar unitățile croate s-au întors la posturile pe care le-au ocupat până în 9 septembrie . Teritoriul „buzunarul Medacci” a fost ocupat de forța de menținere a păcii a ONU, formată din Regimentul canadian  de infanterie ușoară „Prințesa Patricia” și două unități franceze de infanterie mecanizată. După încheierea luptelor, guvernul canadian a anunțat că în timpul operațiunii, forțele croate au încercat să împiedice intrarea pacificatorilor și s-au ciocnit periodic cu pacificatorii canadieni, ca rezultat 4 pacificatori canadieni au fost răniți și  27 de soldați croați au fost uciși.
În iunie 1993, a început procesul de unire a Republicii Sârbe Krajina și a Republicii Srpska într-un singur stat. Ministrul de Interne RSK Milan Martic a declarat că „unificarea sârbă Krajina și Republica Srpska - este primul pas spre crearea unui stat comun al tuturor sârbilor“. La 4 octombrie 1993, acestei intenții i s-a opus adoptarea de către Consiliul de Securitate al ONU a Rezoluției 871, care garanta integritatea teritorială a Croației.
În 1992 și 1993, aproximativ 225 de mii de refugiați croați din Bosnia și Serbia au fugit pe teritoriul Croației. În plus, Croația a primit aproximativ 280.000 - 335.985 de refugiați bosniaci. În același timp, Croația și-a consolidat activ armata regulată și a participat la războiul civil din Bosnia învecinată. Armata croată a fost implicat în Războiul Bosniac de pe partea Republicii Croate Herțeg-Bosnia, iar voluntarii croați au luptat în rândurile forțelor armate ale croaților bosniaci.

### 1994: perioada de acalmie
Zone controlate de bosniaci 
     Zone controlate de croații din R. Herțeg-Bosnia 
     Zone controlate de sârbii din R. Srpska 

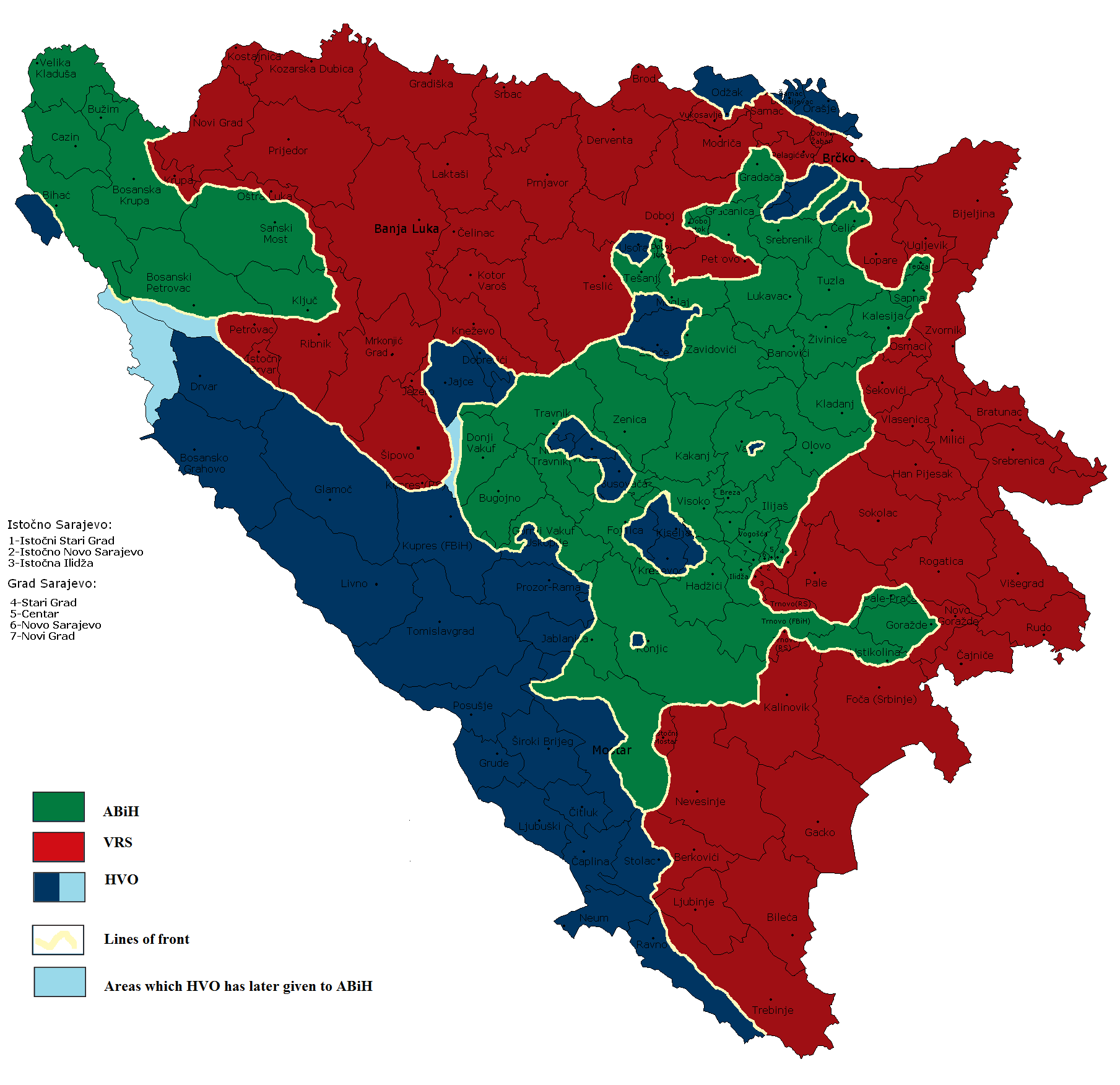
Harta Bosniei și Herțegovinei înainte de Acordul Dayton din 1995.
Zone controlate de bosniaci
Zone controlate de croații din R. Herțeg-Bosnia
Zone controlate de sârbii din R. Srpska

Pe parcursul unei perioade de acalmie relativă, a izbucnit un conflict croato-bosniac între Croația în Bosnia. Din 1992, Consiliul de Apărare al Croației a luptat împotriva forțelor armate musulmane bosniace. În 1994, de partea Republicii Croate Herțeg-Bosnia au luptat cca. 3000 - 5000 de soldați ai armatei croate. În februarie 1994, sub presiunea Statelor Unite, părțile au început negocierile. La 26 februarie, la Washington, prin intermediul medierii Secretarului de Stat al SUA, Warren Christopher, au început negocierile între reprezentanții Croației, Herțeg-Bosnia și Bosnia și Herțegovina. La 4 martie, Franjo Tudjman a aprobat încheierea unui acord privind crearea unei Federații a Bosniei și Herțegovinei și a unei alianțe între croații bosniaci și bosniaci. Acordul prevedea, de asemenea, crearea unei confederații libere între Croația și Federația Bosnia și Herțegovina, care a permis Croației să trimită în mod oficial trupe în Bosnia și Herțegovina și să participe la război. Astfel, numărul părților implicate în războiul bosniac a fost redus de la trei la două.
La sfârșitul anului 1994, armata croată a luat parte la mai multe operațiuni majore din Bosnia. În perioada 1 - 3 noiembrie, trupele croate au participat la operațiunea Cincar în zona Kupres. La 29 noiembrie, unitățile Corpului Split al armatei croate sub comanda generalului Ante Gotovina, împreună cu unitățile HVO sub comanda generalului Tihomir Blaškić, au lansat o ofensivă împotriva pozițiilor armatei sârbo-bosniace din zona Munților Dinara și Livno, ca parte a Operacija Zima '94. Obiectivele operațiunii erau de a abate forțele sârbe din Bihać și de a profita de un cap de pod pentru izolarea capitalei RSK, Knin. La 24 decembrie 1994, trupele croate au capturat aproximativ 200 km² din teritoriu și au îndeplinit sarcinile atribuite. La 21 noiembrie, aeronavele NATO au atacat aerodromul din Udbina, Lika-Senj, controlat de sârbi. Pe 23 noiembrie, aviația Alianței Nord-Atlantice a continuat să lovească și să lanseze rachete AGM-88 HARM asupra unei instalații de antiaeriană din Republica Sârbă Krajina din apropierea comunei Dvor.
La sfârșitul anului 1994, cu medierea ONU, au început negocierile între conducerea RSK și guvernul croat. În decembrie, Knin și Zagrebul au încheiat un acord economic privind permiterea de către sârbi a liberei circulații pe o secțiune a autostrăzii Frăție și Unitate (acum autostrada A3) din Slavonia de Vest și deschiderea conductelor de petrol și a rețelelor electrice. Cu toate acestea, în ceea ce privește problema principală - statutul RSK - părțile nu au căzut de acord. În curând, din cauza încercărilor nereușite de negocieri, autostrada a fost închisă din nou, iar tensiunea dintre părți a crescut. Președintele croat Tudjman a anunțat că Croația nu va prelungi mandatul forțelor ONU de menținere a păcii, ca răspuns la aceasta, parlamentul RSK a suspendat toate contactele cu partea croată. Astfel, procesul de negocieri dintre Croația și Krajina sârbă a încetat.
Conducerea croată, profitând de armistițiu, a întărit și reorganizat activ armata. Din 1994, specialiștii companiei americane private MPRI au instruit ofițeri croați. În forțele terestre au fost create opt brigăzi de gardă de elită orientate spre standardele de pregătire ale NATO. Conform unor date, instruirea acestora a fost realizată și de către instructori MPRI. Cele mai multe unități ale armatei croate, pregătite pentru luptă, au fost pregătite de militari profesioniști. În timpul operațiunii Iarna '94 (Operacija Zima '94), unitățile croate angajate au arătat calități de luptă care depășeau în mod clar nivelul unităților Armatei Republicii Srpska și ale Armatei Republicii Sârbe Krajina.

### 1995: sfârșitul războiului
Situația din Croația a devenit din nou tensionată la începutul anului 1995. Conducerea croată, de teamă ca situația de pe teren să nu devină permanentă, a exercitat presiuni asupra conducerii RSK pentru a reînnoi conflictul. La 12 ianuarie 1995, Franjo Tudjman a informat secretarul general al ONU, Boutros Boutros-Ghali, că din 31 martie Croația intenționează să denunțe acordurile privind staționarea forțelor ONU de menținere a păcii în Croația. Acest pas a fost motivat de faptul că, potrivit Tudjman, în ciuda confirmării integrității teritoriale a Croației, Serbia oferă asistență forțelor sârbe din Croația și aceste teritorii care, conform președintelui croat, sunt integrate în Republica Federală Iugoslavia. De asemenea, în această chestiune a fost trimisă o cerere la ONU. Adunarea Generală a ONU, în această privință, a adoptat Rezoluția 49/43 care a declarat:
„Adunarea Generală a ONU ... solicită tuturor părților, în special Republicii Federale Iugoslavia (Serbia și Muntenegru), să respecte pe deplin toate rezoluțiile Consiliului de Securitate referitoare la situația din Croația și să respecte cu strictețe integritatea sa teritorială și concluzionează în acest sens că activitățile lor de integrare a teritoriilor ocupate din Croația în sistemele administrative, militare și educaționale, transportul și comunicațiile Republicii Federale Iugoslavia (Serbia și Muntenegru), este ilegală și trebuie întreruptă imediat.”
La sfârșitul lunii ianuarie 1995, comunitatea mondială și ONU au elaborat un plan de pace Z-4 ("Zagreb-4"), care conținea integrarea sârbilor Krajina în Croația și acordarea unei autonomii culturale sârbilor. Cu toate acestea, conducerea sârbilor Krajina a refuzat să discute acest plan atât timp cât partea croată împiedică prelungirea mandatului forțelor de menținere a păcii. La 12 martie Zagrebul a fost de acord să prelungească mandatul forței ONU de menținere a păcii din Croația, sub rezerva redenumirii forțele de menținere a păcii în Operațiunea Națiunilor Unite  de Restabilire a încrederii în Croația (United Nations Confidence Restoration Operation in Croatia - UNCRO).
Conflictul a izbucnit din nou în mai 1995, după ce Kninul a pierdut sprijinul Belgradului, în mare parte datorită presiunii din partea comunității internaționale. La 1 mai, armata croată a invadat teritoriul controlat de sârbi. În timpul operațiunii Biltz (Bljesak) ntreg teritoriul Slavoniei de Vest a revenit sub controlul Croației. Majoritatea populației sârbe a fost obligată să fugă din aceste teritorii.  Partea sârbă a avut 283 de persoane ucise și dispărute, inclusiv 57 de femei și 9 copii, precum și 1500 de soldați și ofițeri capturați, armata și poliția croată au avut 60 de persoane ucise. Ca răspuns la această operațiune, sârbii Krajina au tras asupra Zagrebului, omorând 7 civili și rănind mai mult de 175 de civili. Tot în acest moment, armata iugoslavă a început să avanseze trupe și tancuri la granița cu Croația pentru a împiedica capturarea Slavoniei de Est de către croați.
În următoarele luni, comunitatea mondială a încercat să reconcilieze părțile opuse, creând "zone de securitate" ca în Bosnia vecină. În același timp, conducerea croată a precizat că nu va permite căderea "enclavei Bihac" și a sprijinit total trupele bosniace. După aceea, a avut loc o întâlnire între președințele Bosniei și Herțegovinei și cel al Croației, iar la 22 iulie la Split s-a semnat o declarație privind acțiunile comune și asistența reciprocă a trupelor croate și bosniaca. La 25 iulie, armata croată și Consiliul Apărării Croate au atacat trupele sârbe la nord de muntele Dinara, capturând Bosan-Grahovo. În timpul operațiunii (Operacija) Ljeto '95, finalizată pe 30 iulie, croații au întrerupt în cele din urmă legătura dintre Knin și Banja Luka.
La 4 august, armata croată a lansat operațiunea Furtuna (Operacija Oluja), al cărei obiectiv a fost de recâștigare a controlului tuturor teritoriilor controlate de sârbii Krajina. În această operațiune teritorială cea mai mare din Europa după al doilea război mondial, armata croată a desfășurat mai mult de 100.000 de trupe. În timpul capturării trupelor croate a RSK, mulți civili sârbi au fugit din teritoriile ocupate de croați. Cu toate acestea, partea croată a declarat că nu a fost rezultatul acțiunilor armatei croate, dar din cauza ordinelor Sediului Central al Forțelor Teritoriale de Apărare Civilă  și ale Consiliului Suprem de Apărare (Kovacevic, Sekulic și Vrtselem) privind evacuarea populației civile. Potrivit organizației internaționale neguvernamentale Amnesty International, în timpul ofensivei armatei croate, până la 200.000 de sârbi au devenit refugiați și au fost forțați să-și părăsească casele. În timpul proceselor de la Tribunalul Internațional pentru Fosta Iugoslavie, s-a dovedit că doar 20.000 de sârbi au fost deportați forțat de croați. După lichidarea RSK, croații care au fugit din aceste locuri în 1991 au fost autorizați să se întoarcă acasă. Numai în 1996, aproximativ 85.000 de croați refugiați s-au întors în Krajina și în Slavonia de Vest. În cursul operațiunii Furtuna, trupele croate au avut între 174 și 196 de persoane ucise și 1.430 de răniți. Partea sârbă a pierdut între 500 și 742 de soldați uciși, 2500 au fost răniți și aproximativ 5.000 de soldați și ofițeri au fost capturați. De asemenea, de la 324 la 677 de civili au murit în lupte și din cauza crimelor de război. Potrivit organizației neguvernamentale sârbe Veritas, în timpul operațiunii Furtuna, 1.042 civili sârbi au fost uciși și au dispărut. La 8 august, Operațiunea Furtuna a fost declarată ca fiind finalizată și au fost îndeplinite pe deplin toate obiectivele.

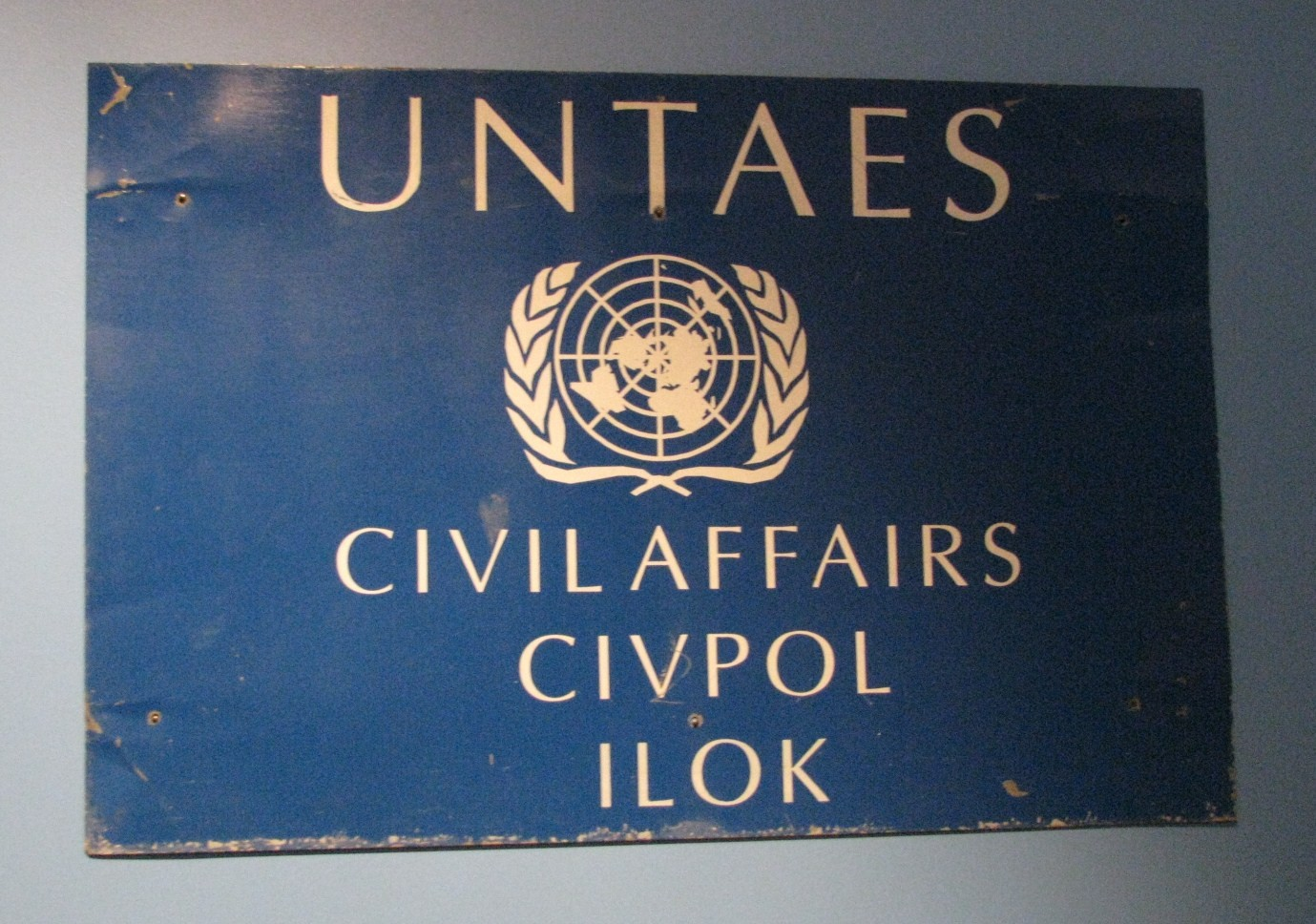
Sigla UNTAES în Ilok

După operațiunea Furtuna a existat o amenințare de începere a ostilităților în Slavonia de Est. Această amenințare a devenit mai reală după declarația lui Tudjman despre posibilitatea continuării conflictului și a transferului trupelor croate în octombrie. Tudjman a menționat că armata croată își rezervă dreptul de a lansa o operațiune în Slavonia de Est, cu excepția cazului în care până la sfârșitul lunii este semnat un acord de pace. La 12 noiembrie, la Erdut, un acord de pace a fost semnat de reprezentantul Croației, Hrvoje Sarinic, și reprezentanții sârbi Milan Milanovic și Milan Milutinovic, care a primit instrucțiuni detaliate de la Slobodan Milošević. Acordul prevede integrarea teritoriilor din Slavonia de Est rămase sub controlul Serbiei în Croația timp de doi ani. Acordul a cerut, de asemenea, dizolvarea UNCRO și crearea unei noi misiuni a ONU care va monitoriza punerea în aplicare a acordului. Rezoluția 1037 a Consiliului de Securitate ONU din 15 ianuarie 1996 a creat o nouă misiune, United Nations Transitional Administration for Eastern Slavonia, Baranja and Western Sirmium - UNTAES. Teritoriile administrate temporar de UNTAES (din Slavonia de Est, Baranja și Sremul de Vest) s-au reintegrat pașnic în Croația până în 1998.

## Urmări ale războiului

### Soarta Republicii Sârbe Krajina și a sârbilor din Croația
După război, tensiunile dintre sârbi și croați au început să scadă. Acest lucru a fost posibil datorită întoarcerii refugiaților, precum și datorită faptului că partidul sârb din Croația, Partidul Independent al Partidului Democrat Sârb, a câștigat locuri în guvernul croat. Totuși, în ciuda acestui fapt, problemele în relațiile interetnice din Croația au rămas. Sârbii din Croația sunt adesea supuși discriminării sociale. În ciuda faptului că Croația depune eforturi pentru a reduce discriminarea față de sârbi, situația reală rămâne aceeași. Principala problemă este revenirea refugiaților sârbi care au părăsit țara în timpul războiului din anii 1990.
După lichidarea Republicii Sârbe Krajina, guvernul RSK a fost creat în exil. Activitatea guvernului, localizată la Belgrad, a fost reluată în 2005. Milorad Bukh a devenit prim-ministru al guvernului, care a mai inclus 6 miniștri. Membrii guvernului exil au declarat că intenționează să urmeze un plan bazat pe Z-4, iar scopul lor final este acela de a obține pentru sârbi „mai mult decât autonomie, dar mai puțin decât independență în Croația”.
"Sârbii" din Krajina erau de fapt urmașii vlahilor (morlacilor)identificați de Silviu Dragomir in regiunea Lika 

### Pierderi, răniți și refugiați

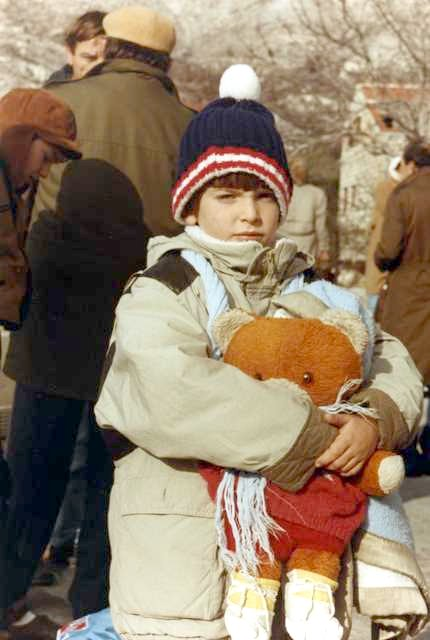
Refugiați croați, decembrie 1991

Majoritatea surselor afirmă că aproximativ 20.000 de persoane au murit în timpul războiului din Croația. Potrivit șefului Comisiei croate pentru Persoanele Dispărute, Ivan Grujić, Croația a avut 12.000 de morți și dispăruți, dintre care 6.788 de militari și 4.508 de civili. Conform datelor oficiale publicate în Croația în 1996, războiul a provocat moartea a 12 000 și 35 000 de persoane au fost rănite. Ivo Goldstein menționează 13.583 de persoane ucise și dispărute. Cu toate acestea, aceste date pot fi subestimate în mod semnificativ față de realitate. Începând cu anul 2010, în Croația încă lipsesc 1997 de persoane dispărute în război. În 2009, în Croația au fost înregistrați 52.000 de invalizi de război. Aceste date includ nu numai persoanele afectate fizic, ci și persoanele cu boli cronice a căror sănătate s-a deteriorat semnificativ în timpul războiului, precum și persoanele cu tulburări de stres posttraumatic (TSPT).
În timpul războiului, aproximativ 500.000 de persoane au devenit refugiați și persoane strămutate. De la 196.000 la 247.000 (în 1993) de persoane de naționalitate croată și de altă naționalitate au fost forțate să părăsească teritoriile controlate de Krajina sârbă. Potrivit unui raport OSCE, publicat în 2006, 218.000 dintre cei 221.000 de refugiați croați din Krajina au revenit în țara lor după război. Principalele valuri de refugiați croați au fost înregistrate în 1991 și 1992 în timpul primelor confruntări armate și al atacului JNA. De asemenea, mulți croați din Serbia și din Republica Srpska au fugit în Croația, unde au fost primit din 1991 cetățenia croată.
Organizația neguvernamentală sârbă Veritas a publicat date despre 6.780 de morți și dispăruți din partea Serbiei, inclusiv 4324 de soldați și 2.344 de civili. Majoritatea au fost uciși și au dispărut în toiul luptelor celor mai puternice din 1991 (2442 persoane) și 1995 (2344 de persoane). Majoritatea pierderilor au avut loc în Dalmația de Nord  - 1632 de persoane. Comandamentul JNA a recunoscut oficial că în cursul războiului croat, 1279 de militari au murit în luptă.
Conform Înaltului Comisariat al Națiunilor Unite pentru Refugiați (UNHCR), până în 1993, 251.000 de persoane au fost expulzate din zonele controlate de Zagreb. În același timp, Crucea Roșie din Iugoslavia a raportat aproximativ 250.000 de refugiați sârbi din teritoriul Croației în 1991. În 1994, peste 180 000 de refugiați și persoane strămutate din Croația se aflau pe teritoriul Republicii Federale Iugoslavia. 250.000 de persoane au fugit din Krajina Sârbă după Operațiunea Furtuna în 1995. Cele mai multe surse străine vorbesc despre 300.000 de persoane sârbe strămutate în timpul conflictului. Potrivit organizației internaționale neguvernamentale Amnesty International, între 1991 și 1995, 300.000 de sârbi au părăsit teritoriul Croației, dintre care 117.000 au revenit în 2005. Potrivit OSCE, 300.000 de sârbi au fost strămutați în timpul războiului, dintre care 120.000 au fost înregistrați oficial ca revenind până în 2006. Cu toate acestea, se crede că acest număr nu reflectă cu precizie numărul repatriaților, deoarece mulți s-au întors în Serbia, Muntenegru și Bosnia și Herțegovina după înregistrarea oficială în Croația. Potrivit unui raporta al Înaltului Comisariat al Națiunilor Unite pentru Refugiați (UNHCR) publicat în 2008, existau 125 000 de sârbi înregistrați ca persoane reîntoarse în Croația, dintre care 55 000 au fost lăsați să trăiască în mod permanent pe teritoriul Croației.

### Deteriorări și distrugeri
Conform datelor oficiale publicate în 1996, 180.000 de clădiri rezidențiale au fost distruse în Croația în timpul războiului, 25% din economia țării a fost distrusă și pagubele materiale au fost estimate la 27 de miliarde de dolari. 15% din toate clădirile rezidențiale au fost distruse, 2423 de locuri din patrimoniul cultural au fost de asemenea deteriorate. În 2004, cifrele citate erau de 37 de miliarde de dolari în daune materiale și o reducere a PIB-ului cu 21% în perioada războiului. Războiul a dus la încărcări și sarcini economice suplimentare și la creșterea cheltuielilor militare. În 1994, în Croația, pentru cheltuieli militare a fost nevoie de până la 60% din totalul cheltuielilor guvernamentale.
Costurile iugoslave și sârbe din timpul războiului au fost și mai disproporționate. Astfel, în proiectul de buget federal pentru 1992, 81% din fonduri ar fi trebuit alocate pentru nevoile militare ale Serbiei. După ce fondurile celor mai dezvoltate republici iugoslave (Slovenia și Croația) au încetat să intre în bugetul iugoslav, conducerea iugoslavă a fost nevoită să înceapă tipărirea de bani pentru a finanța activitățile guvernului sârb. Acest lucru a dus la o hiperinflație inevitabilă. Din octombrie 1993 până în ianuarie 1995, Republica Federală Iugoslavia a experimentat o devalorizare a dinarului de 313 milioane %.
Multe orașe din Croația au fost afectate în mod semnificativ de artilerie și de arme, bombe și rachetele JNA și ARSK. Cea mai mare distrugere au suferit Vukovar, Slavonski Brod, Županja, Vinkovci, Osijek, Nova Gradiška, Novska, Daruvar, Pakrac, Šibenik, Sisak, Dubrovnik, Zadar, Gospić, Karlovac, Biograd na moru, Slavonski Šamac, Ogulin, Duga Resa, Otočac, Ilok, Beli Manastir, Lučko, Zagreb și altele. Vukovar a fost aproape complet distrus, deoarece o cantitate uriașă de muniție a fost folosită în timpul luptelor pentru oraș. În ciuda faptului că majoritatea orașelor croate au scăpat de atacuri ale tancurilor inamice și ale infanteriei, au suferit foarte mult din cauza bombardamentului. De exemplu, mai mult de 11.600 de proiectile de artilerie și 130 de bombe aeriene au căzut în 1991 și 1992 asupra orașului Slavonski Brod și a satelor din jur.
În același timp, orașele care făceau parte din Krajina sârbă au fost în mod constant supuse bombardamentului armatei croate. De exemplu, la Knin, între 4 - 5 august 1995, au căzut 5.000 de proiectile de artilerie și rachete. Gracac, Obrovac, Benkovac, Drnis, Korenica, Topusko, Wojnic, Vrginmost , Glina, Petrinya, Kostajnica, Dvor și altele au fost supuse constant atacurilor croate.

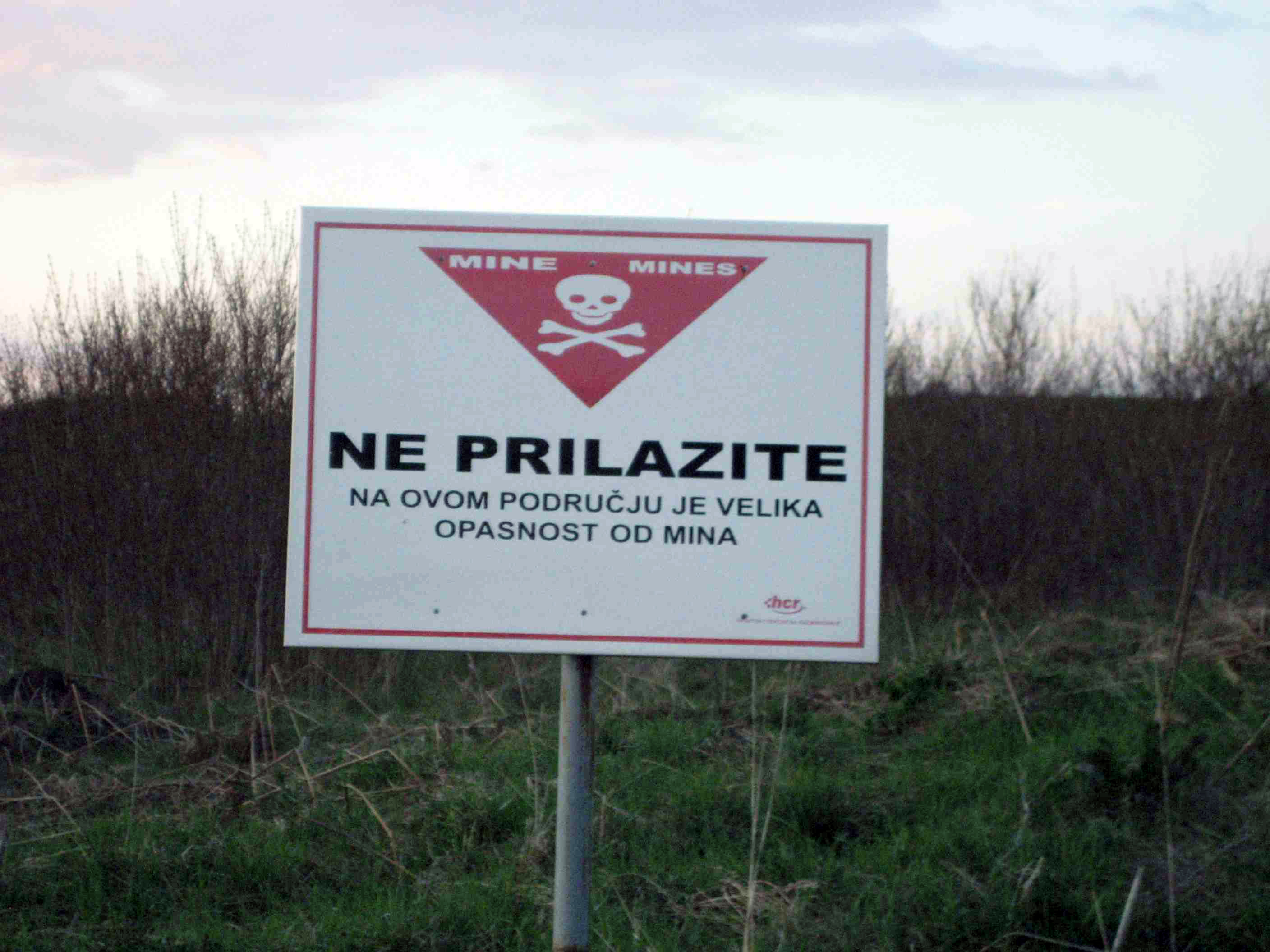
Un câmp de mine marcat corespunzător în Croația

În timpul luptelor au avut de suferit numeroase monumente și locuri religioase. Multe biserici catolice și ortodoxe din Croația au fost avariate și distruse. În perioada 1990-1995,  partea sârbă a declarat că 78 de biserici ortodoxe au fost distruse în Croația. În octombrie 1995, partea sârbă a declarat că forțele croate au distrus 5 biserici ortodoxe. În plus, s-a afirmat că până la 40% din bisericile catolice aflate sub controlul forțelor sârbe au fost deteriorate și distruse.
În timpul războiului din Croația au fost plasate mai mult de 2 milioane de mine. Majoritatea câmpurilor miniere au fost create fără a fi marcate pe hărți. La 10 ani după război, în 2005, au fost găsite alte 250 000 de mine, instalate de-a lungul fostei linii a frontului, în unele părți ale frontierei de stat, în special în apropiere de Bihac și în jurul unor foste clădiri ale JNA. În 2007, zonele care conțin sau în care se suspectează că conțin mine aveau o întindere de aproximativ 1.000 km². În timpul luptelor, peste 1 900 de persoane au fost ucise sau rănite de mine, iar după război alte 500 de persoane au fost ucise și rănite de mine. În perioada 1998-2005, în Croația s-au cheltuit cca. 240 de milioane € în diferite activități de înlăturare a minelor. În 2009, toate câmpurile de mine  și zonele suspectate că ar conține mine și muniții neexplodate au fost marcate în mod corespunzător. Totuși, în ciuda acestui fapt, procesul de deminare este extrem de lent și, potrivit diferitelor estimări, va dura încă 50 de ani pentru a distruge toate câmpurile miniere.

### Crimele de război și TPII
Tribunalul Internațional pentru Fosta Iugoslavie din Haga a fost instituit prin Rezoluția 827 a Consiliului de Securitate a ONU din 25 mai 1993. Această instanță a fost împuternicită să acuze pe cei responsabili pentru încălcări grave ale dreptului umanitar internațional, a Convenției de la Geneva, încălcări ale legilor și a obiceiurilor de război, genocid și crime împotriva umanității comise pe teritoriul fostei Iugoslavii de la 1 ianuarie 1991.
Lista celor acuzați a variat de la soldați obișnuiți la prim-miniștri și președinți. Unii dintre cei mai înalți funcționari acuzați de TPII au fost Slobodan Milošević (Președintele Serbiei), Milan Babić (Președintele RSK), Ratko Mladić și Ante Gotovina (general al armatei croate). Primul președinte croat, Franjo Tuđman, a decedat în 1999, înainte de inculparea sa planificată de Tribunal. Potrivit lui Marko Attila Hoare, fost angajat al TPII, echipa de investigare a lucrat la cercetarea activităților criminale nu numai a liderului iugoslav Milosevic, ci și a altor lideri ai țării: Veljko Kadijević, Blagoje Adžić, Borisav Jović, Branko Kostić, Momir Bulatović și alții. Cu toate acestea, după intervenția Carlei Del Ponte, aceste investigații au fost respinse, iar rechizitoriul a fost limitat la Milosevic, astfel încât multe dintre aceste persoane nu au fost niciodată acuzate.
„Din 1991 până în 1995, Milan Martić a fost ministru al Afacerilor Interne, ministru al Apărării și președinte al autoproclamatei "Regiuni Autonome Sârbe Krajina" (CAO Krajina), care ulterior a fost redenumită Republica Srpska Krajina (RSK). El a participat la activități criminale comune cu Slobodan Milošević, al cărui scop era crearea unui stat sârb unificat prin desfășurarea unei campanii răspândite și sistematice a crimelor împotriva non-sârbilor care locuiau în regiunile Croației și Bosniei și Herțegovinei, care urmau să devină parte a unui astfel de stat.”—Verdictul Tribunalului Penal Internațional pentru fosta Iugoslavie contra lui Milan Martić
Milan Martić a primit cea mai mare pedeapsă - 35 de ani de închisoare, iar Milan Babić a fost condamnat la 13 ani de închisoare. El și-a exprimat pocăința pentru activitățile sale în timpul războiului, cerând „fraților croați să-l ierte”. În timpul procedurilor în cadrul TPII, s-a dovedit că un număr semnificativ de civili croați din spitale și adăposturi marcate cu o cruce roșie au fost o țintă pentru forțele sârbe. În 2007, doi foști ofițeri ai JNA au fost condamnați pentru masacrul croat din Vukovar. Veselin Šljivančanin a fost condamnat la 10 ani de închisoare și Mile Mrkšić a primit 20 de ani de închisoare. Procurorii au spus că, după capturarea Vukovarului de către trupele iugoslave, câteva sute de croați au fost predați forțelor paramilitare sârbe implicate în asalt. Dintre acestea, cel puțin 264 (inclusiv soldații răniți, femeile, copiii și vârstnicii) au fost uciși și îngropați în gropi comune la marginea orașului Vukovar. Primarul Vukovarului, Slavko Dokmanović a fost adus la Haga pentru judecare, însă s-a sinucis în 1998, în captivitate, înainte de începerea procesului.

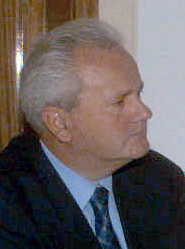
Slobodan Milošević - primul fost șef de stat condamnat de un tribunal penal international

Generalii JNA Pavle Strugar și Miodrag Jokić au fost condamnați de TPII la 8 și respectiv 7 ani de închisoare pentru că au bombardat Dubrovnikul în timpul asediului orașului. Un al treilea învinovățit, Vladimir Kovačević, a fost declarat cu boală mintală pentru a mai apărea în fața tribunalului. Șeful Statului Major General al Armatei iugoslave, Momčilo Perišić, a fost condamnat la 27 de ani de închisoare pentru deciziile sale de a ajuta și finanța armatele Republicii Sârbe Krajina și a Republicii Srpska, care la rândul lor au comis crime în Sarajevo, Zagreb și Srebrenic. Cu toate acestea, în februarie 2013, a fost achitat și eliberat din custodie de către Camera de Apel a TPII. Fostul președinte al RSK  Goran Hadžić a decedat în timpul acestui proces. În 2018, Vojislav Šešelj a fost condamant la 10 ani pentru crime împotriva umanității din cauza persecuției și deportării croaților sârbi din Vojvodina în 1992, în plus a mai primit o sentință cumulată de 4 ani și 9 luni pentru sfidarea curții. În 2018, procesele lui Jovica Stanišić și  Franko Simatović sunt încă în așteptare. În plus față de crimele comise după cucerirea Vukovarului, au fost comise multe crime de război documentate împotriva civililor și prizonierilor de război comise de forțele sârbe și iugoslave în Croația. Cele mai multe dintre acestea au fost examinate de jurisdicțiile internaționale sau naționale. Printre aceste crime: masacrul din Dalj, masacrul din Lovas, masacrul de la Široka Kula, masacrul din Baćin, uciderea în masă din Saborsko, masacrul din Škabrnja, masacrul din Voćin, și atacul cu rachete din Zagreb.
Tot în timpul războiului au existat tabere specializate pentru întreținerea prizonierilor de război și a civililor. Au existat tabere similare în Sremska Mitrovica și în alte orașe din Iugoslavia pentru întreținerea croaților. Un fost prizonier din aceste tabere a creat Asociația croată a deținuților din lagărele de concentrare sârbe pentru a ajuta victimele acestor tabere. Partea croată a creat, de asemenea, lagăre similare pentru întreținerea prizonierilor sârbi, de exemplu, tabăra de concentrare Lora din Split.
Forțele croate au comis, de asemenea, crime de război împotriva sârbilor în timpul războiului, care au fost examinate în TPII și de instanțe naționale. Printre aceste crime se numără Masacrul din Gospić, Masacrul din Sisak, Atacul de la Bjelovar din 1991 și 1992 și altele. Unul dintre exemplele cele mai notorii de crime de război comise de croați este uciderea etnicilor sârbi comisă de poliția croată sub comanda lui Tomislav Merčep în apropiere de Pakrac la sfârșitul anului 1991 și începutul anului 1992. Inițial, acest caz a fost luat în considerare de TPII, însă apoi a fost transferat instanței croate. Peste zece ani, cinci membri ai acestui grup au fost acuzați pentru mai multe episoade legate de aceste evenimente, după care au fost condamnați. Merčep a fost arestat pentru crime în decembrie 2010. În 2009, deputatul croat Branimir Glavaš a fost condamnat pentru crime de război comise la Osijek în 1991 și condamnat la închisoare de către un tribunal croat.
În anii 2001 - 2003, TPII i-a inculpat pe generali croați Janko Bobetko, Rahim Ademi și Mirko Norac de crime de război în timpul Operațiunii Medački džep, dar mai târziu, și acest caz a fost transferat instanței croate. Norac a fost găsit vinovat și închis pentru 7 ani, Ademi a fost achitat, iar Bobetko a fost declarat ca fiind nepotrivit să se prezinte în fața instanței din cauza sănătății sale.  În cazul altui general croat, Ante Gotovina, acuzațiile au fost de cel puțin 150 de civili sârbi uciși în timpul operațiunii Furtuna. Comitetul Helsinki din Croația a înregistrat 677 de civili sârbi uciși în timpul acestei operațiuni. Procurorul TPII Louise Arbor a declarat că legalitatea și legitimitatea operațiunii nu reprezintă o problemă, dar este necesar să se investigheze problema crimelor comise în timpul campaniei. Camera de judecată a confirmat că legalitatea operațiunii Furtuna "nu contează", deoarece TPII este interesată doar de investigarea crimelor de război. În 2011, Ante Gotovina a fost condamnată la 24 de ani de închisoare și un alt general croat, Mladen Markač, la 18 ani de închisoare. În 2012, Čermak a fost achitat complet, iar condamnările lui Gotovina și Markač au fost ulterior anulate printr-o cerere de apel la TPII.
„Camera a constatat că unii membri ai conducerii politice și militare croate urmăreau să elimine cu forța sau prin amenințări  populația civilă sârbă din Krajina, ceea ce a dus la deportări, deplasări forțate și persecuții prin introducerea de măsuri restrictive și discriminatorii, atacuri ilegale asupra civililor și obiectelor civile [...] Camera a descoperit că Franjo Tudjman, principalul lider politic și militar al Croației înainte, în timpul și după perioada de acuzare, a fost un membru-cheie al activităților criminale comune. Tudjman a planificat reabilitarea croaților în Krajina. De asemenea, Camera consideră că alți membri ai conducerii militare și politice croate (Gojko Šušak și Zvonimir Červenko) au fost legați de activități criminale comune.”—  Tribunalul Penal Internațional pentru fosta Iugoslavie

## Poziția Serbiei

### În timpul războiului

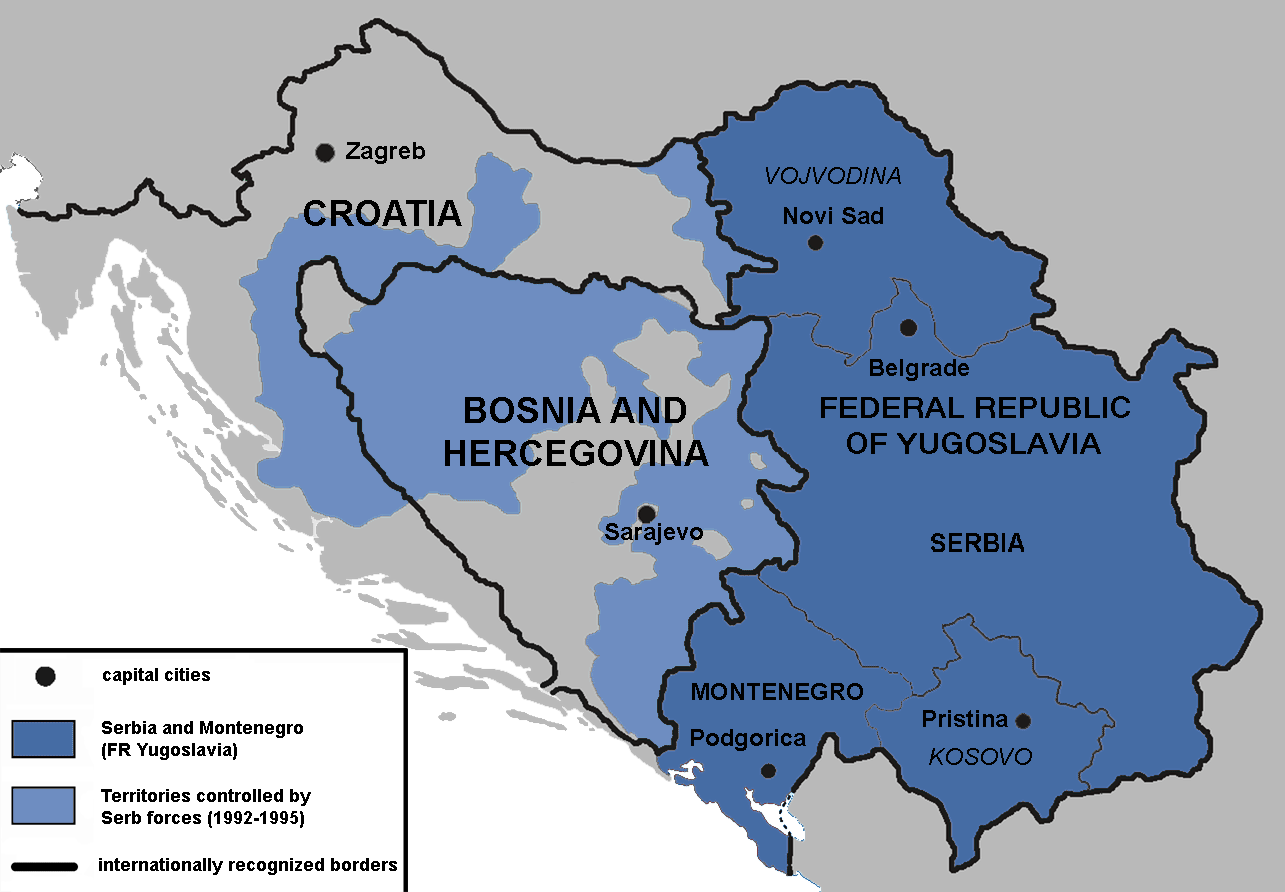
Teritorii din Republica Bosnia și Herțegovina și Republica Croația controlate de forțele sârbe între 1992-1995. Tribunalul Penal Internațional i-a acuzat pe Miloșevici și alți lideri sârbi de „încercarea de a crea o Serbie Mare, un stat sârb care să încorporeze teritoriile controlate de sârbi din Croația și Bosnia, încercare înfăptuită prin îndepărtarea forțată a populației ne-sârbe din arii geografice întinse, prin comiterea de crime”.

Republica Federală Iugoslavia și Croația nu au fost niciodată în stare de război, dar Iugoslavia a fost indirect implicată în ostilități în Croația. Belgradul și Ministerul Iugoslav al Apărării au oferit în mod activ asistență militară sârbilor din RSK. Serbia a sprijinit, de asemenea, diferite unități paramilitare și de voluntari  sârbi care au luptat în Croația. Pe teritoriul Serbiei și Muntenegrului, erau lagăre pentru întreținerea prizonierilor croați de război.
În timpul procedurilor TPII în cazul lui Milošević, s-au descoperit numeroase documente declasificate privind participarea Republicii Federale Iugoslave în războaiele din Croația și Bosnia. Au existat dovezi ale aprovizionării cu arme și alte materiale pentru sârbii bosniaci și croați de către oficialii de la Belgrad, precum și crearea unor structuri administrative și de personal care să sprijine armatele din Krajina și Republica Srpska.
În 1993, Belgradul a oferit 90% din bugetul Serbiei către RSK. Banca Națională din Krajina a funcționat ca o sucursală a Băncii Populare a Iugoslaviei. Până în martie 1994, Iugoslavia, Republica Sârbă Krajina și Republica Srpska au folosit monedă unică. Finanțarea sârbilor bosniaci și a celor din RSK a dus la hiperinflație în Republica Federală Iugoslavia. În 1993, Departamentul de Stat al Statelor Unite a raportat că imediat după Operațiunea Buzunarul Medacci și Maslenica, autoritățile sârbe au trimis un număr semnificativ de "voluntari" pe teritoriul RSK. Fostul paramilitar Željko Ražnatović (Arkan), în timpul procesului de la Haga, a afirmat că în calitate de conducător al Gărzii Voluntare Sârbe (în sârbă Српска добровољачка гарда, СДГ / Srpska dobrovoljačka garda, SDG) a primit bani de la Ministerul de Interne iugoslav.
Acordarea unui astfel de sprijin a permis conducerii Republicii Federale Iugoslavia să intervină în negocierile dintre Croația și RSK și să dea sfaturi oficialilor de la Knin. Partea iugoslavă a participat efectiv la semnarea Acordului de pace de la Erdut.
Mass-media de stat iugoslavă a distorsionat adesea informații reale despre situația din Croația. De exemplu, în timpul ciocnirilor din Pakrac, informații false despre victime au fost răspândite în rândul populației sârbe, deși nu au existat victime ca urmare a acestor ciocniri. Totodată s-au transmis informații false despre situația economică a țării.

### Relațiile croato-sârbe după război
După punerea în aplicare a Acordului de la Erdut, relațiile dintre Croația și Serbia au început să se îmbunătățească treptat. În 1996, țările au stabilit relații diplomatice. La 2 iulie 1999, Croația a depus un proces la Curtea Internațională de Justiție împotriva Republicii Federale Iugoslavia, pe baza articolului IX din Convenția privind prevenirea și pedepsirea crimei de genocid, acuzând Iugoslavia de genocid. La 4 ianuarie 2010, Serbia (considerată succesoare legală a Iugoslaviei)  a depus un contra-proces în care acuza Croația de expulzările refugiaților sârbi, lagărele de concentrare create și toate crimele de război începând din momentul persecuției sârbilor comise în timpul celui de-al doilea război mondial de către Statul Independent al Croației, un stat marionetă fascist.
După 2010, a continuat îmbunătățirea relațiilor dinte cele două țări în cadrul unui acord de soluționare a problemelor refugiaților. Președintele croat Ivo Josipović a vizitat Belgradul, iar președintele sârb Boris Tadić a vizitat Zagrebul și Vukovarul. În cursul întâlnirii de la Vukovar, Boris Tadić a emis o declarație despre „scuze și regrete”, iar președintele Josipović a menționat că „[toate] crimele comise în timpul războiului nu vor rămâne nepedepsite”. Au fost făcute declarații în timpul unei vizite comune la centrul memorial al masacrului de la Vukovar.

## Poziția comunității internaționale
Războiul din Croația a început într-un moment în care atenția comunității mondiale s-a concentrat pe războiul din Golful Persic, în timp ce exista o creștere accentuată a prețurilor petrolului și o încetinire a creșterii economiei mondiale. Creșterea sentimentelor naționaliste și separatiste din lume a dus la o politică de neintervenție a Occidentului și a Rusiei. Această politică s-a referit nu doar la Balcani , ci și la războiul civil din Rwanda din 1994. În 1989, comunitatea internațională a sprijinit în mare măsură guvernul Iugoslaviei. Între 19 și 23 decembrie 1991, Germania, Suedia și Italia au recunoscut independența Croației și a Sloveniei. La 15 ianuarie 1992, și Uniunea Europeană a recunoscut independența Croației și a Sloveniei.
Guvernul John Major (Marea Britanie) a adoptat o poziție de neutralitate, sprijinind integritatea teritorială a Iugoslaviei. Administrația lui George W. Bush a urmărit o politică de neintervenție în conflict, la fel ca Marea Britanie. Cu toate acestea, administrația următorului președinte, Bill Clinton, a intervenit în mod activ în conflictul iugoslav. În 1994, între SUA și Croația a fost încheiat un acord de cooperare militară. Forțele armate ale Statelor Unite ale Americii au sfătuit Croația cu privire la operațiunile ofensive împotriva Republicii Sârbe Krajina. Cyrus Vance a sprijinit integritatea teritorială a Iugoslaviei.
Inițial, Germania nu a sprijinit Destrămarea Iugoslaviei. Cu toate acestea, după recunoașterea diplomatică a Sloveniei și a Croației, guvernul Helmut Kohl, ținând cont de legăturile istorice dintre cele două țări, a sprijinit în mod activ Croația în timpul conflictului.
Rusia s-a opus vehement recunoașterii Croației, dar nu a intervenit în conflict. În timpul președinției lui Boris Elțîn, politica externă a Rusiei în Balcani a trecut prin momente dificile - de la inacțiune la participare activă în evenimentele din Balcani. Mercenari și „voluntari” ruși au fost trimiși în conflict de partea sârbă. Cu toate acestea, în cele din urmă, implicarea rusă în contextul crizei iugoslave a fost nesemnificativă și a fost folosită de Statele Unite și țările din Europa de Vest în propriile lor interese.